# Nounou
Nounou (греч. ΝΟΥΝΟΥ) — бренд молочных продуктов, производимых голландским многонациональным кооперативом FrieslandCampina (ранее — Friesland Foods) и продаваемых исключительно в Греции.

## История
Оригинальный продукт Nounou является, по сути, жидким концентратом молока длительного хранения, а также содержит сахар. Продукция бренда Nounou выпускается с 1929 года и является неотъемлемой частью многих блюд греческой кухни. Nounou также употребляют в виде спреда.
Название восходит к продукту, первоначально разработанному для франкоязычного рынка под названием La Nounou, который греческие вооружённые силы получали из Фрисландии до 1920-х годов. Продукты продаются в жестяных банках с бумажными рукавами: с 1936 года цвет логотипа — синий. Талисманом бренда является «Маленькая голландка». Голландское происхождение продукта рекламировалось с самого начала производства. Швейцарская компания Nestlé последовала этому примеру, выпустив продукт «Gala Vlachas». В 1980-х годах на рынок также был выпущен «лёгкий» вариант.
Другие молочные продукты продаются под названием Nounou Family. Веб сайт FrieslandCampina Hellas — nounou.gr.